# Temple Bar (Londres)

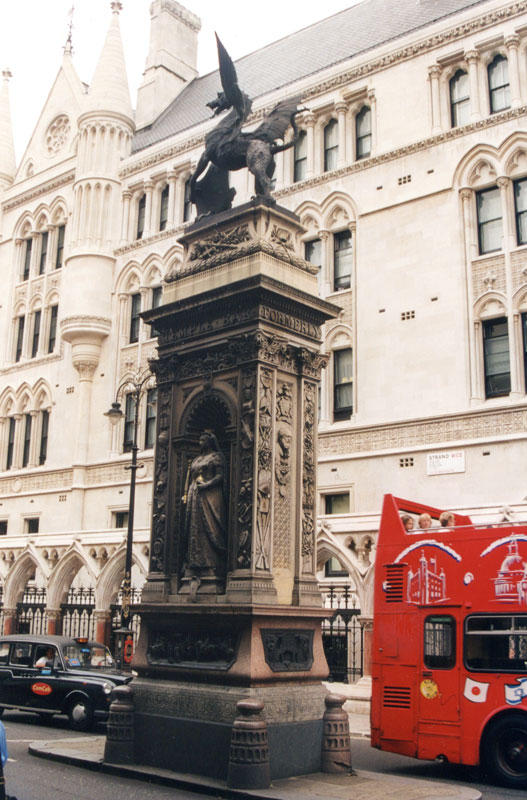
Le Temple Bar Memorial de Birch devant la Royal Courts of Justice.

Pour les articles homonymes, voir Temple Bar.
Temple Bar est un monument de Londres, situé sur Fleet Street au niveau de la Cour royale de Justice, marquant désormais symboliquement la limite administrative entre la Cité de Londres et celle de Westminster.

## Description
Ce monument, élevé en 1878, œuvre du sculpteur Charles Bell Birch (1832–1893), se présente sous la forme d'une colonne à base rectangulaire, se dressant sur le séparateur de la chaussée.

Sur chacune des faces opposées de celle-ci sont sculptées les effigies de la reine Victoria (face sud) et celle son fils, le prince de Galles, le futur Édouard VII (face nord). L'ensemble est surmonté d'un dragon en bronze regardant vers Westminster, portant les armes de la City et que les Londoniens ont improprement baptisé « le Griffon » (griffin).

## Historique

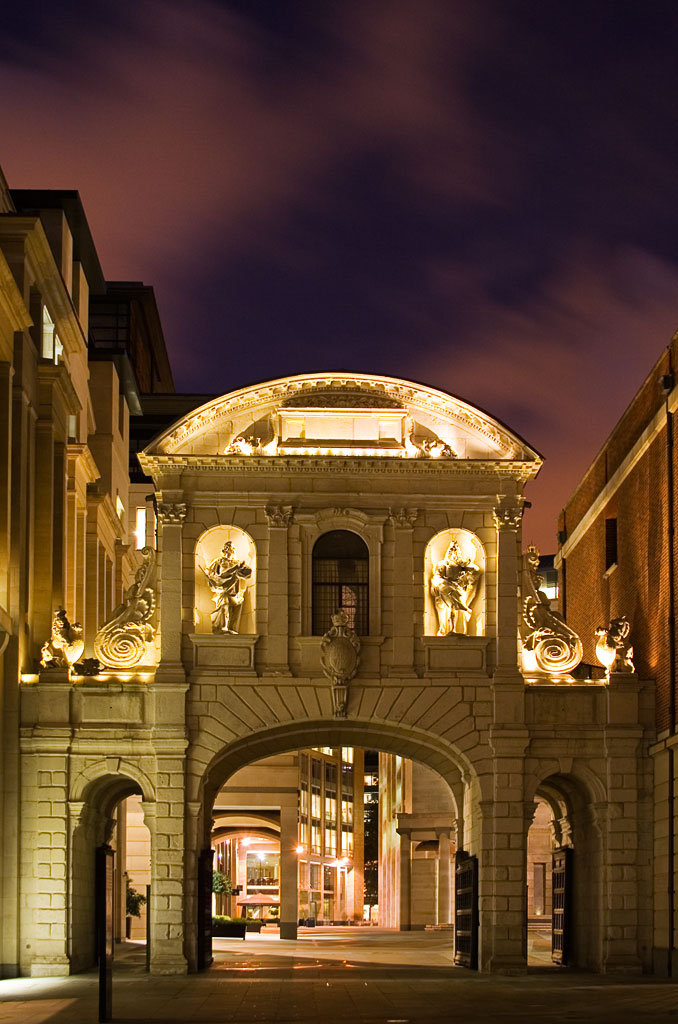
Le Temple Bar de Wren sur Paternoster Square, la nuit.

La « Statue de Griffon » marquait avant son édification l'emplacement d'une porte monumentale commandée par le roi Charles II au célèbre architecte Christopher Wren qui la fit édifier entre 1669 et 1672, cette construction remplaçant elle-même une porte de bois surmontée d'un bâtiment abritant une prison et qui avait échappé au ravage du Grand incendie de Londres trois ans auparavant en 1666.

Durant le XVIIIe siècle, les têtes des traîtres étaient plantées sur des piques et exposées sur le toit de l'édifice.

Ce monument fut cependant démoli en 1878 afin de faciliter la circulation sur l'artère sans cesse croissante à l'époque.
Au Moyen Âge, l'autorité de la Corporation de la Cité de Londres s'étendait notamment jusqu'à cette limite. Pour réglementer le commerce dans la ville, des barrières avaient été érigées sur les principales voies d'accès menant à la City.

Temple Bar est la plus célèbre d'entre elles, puisque le trafic entre Londres (le centre économique et commercial de l'Angleterre) et Westminster (le centre politique du royaume) passait à cet endroit. Son nom provient du fait qu'elle se trouve à proximité de l'église du Temple, vestige du Temple de Londres, qui fut le siège de l'Ordre des templiers en Angleterre. Bar signifiant en anglais : « Barreau », « Obstacle ».
Il fut longtemps de coutume que le monarque désirant se rendre à la City, devait marquer un arrêt au Temple Bar avant d'obtenir l'autorisation d'y entrer de la part du lord-maire. Celui-ci devait ensuite remettre au souverain les clés de la Ville comme un gage de loyauté.

Cette cérémonie historique se déroule toujours de nos jours lors de certaines festivités. Toutefois, même si le monarque envoie encore un de ses hérauts pour solliciter le droit de passage, cet acte n'est que purement symbolique.

## Reconstruction du monument de Wren

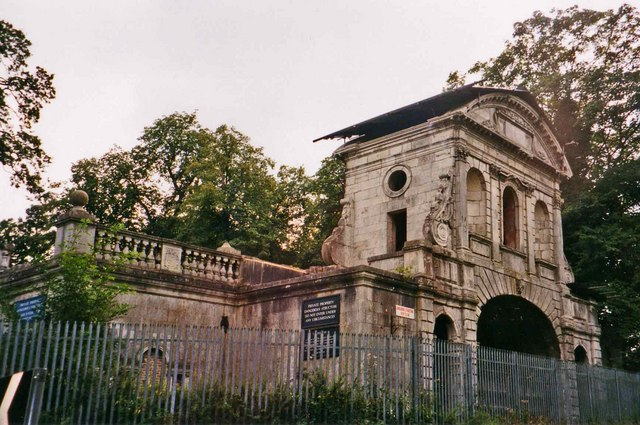
Le Temple Bar à Theobalds House avant 2001

En 2003, il fut décidé de reconstruire le monument de Wren au sein de la Cité de Londres, non loin de son emplacement d'origine.

Heureusement, l'intégralité des matériaux de la construction avait été préservée lors de la démolition de celui-ci, grâce à l'action du brasseur sir Henry Meux (1856–1900) qui acheta les 2 700 pierres (à l'instigation de son épouse Valerie Susan Meux). Il l'avait alors fait remonter en 1889 dans leur propriété de Theobalds House dans le Hertfordshire, en guise de porte monumentale séparant le manoir de son parc.

En 1984, le Temple Bar Trust racheta le monument pour 1 £ aux Brasseries Meux. Après l'avoir de nouveau démonté, il fut transporté en pièces détachées sur 500 palettes, puis ramené à la City, où il fut reconstruit à proximité de la cathédrale Saint-Paul à l'entrée sud de Paternoster Square.